# Someren (gemeente)

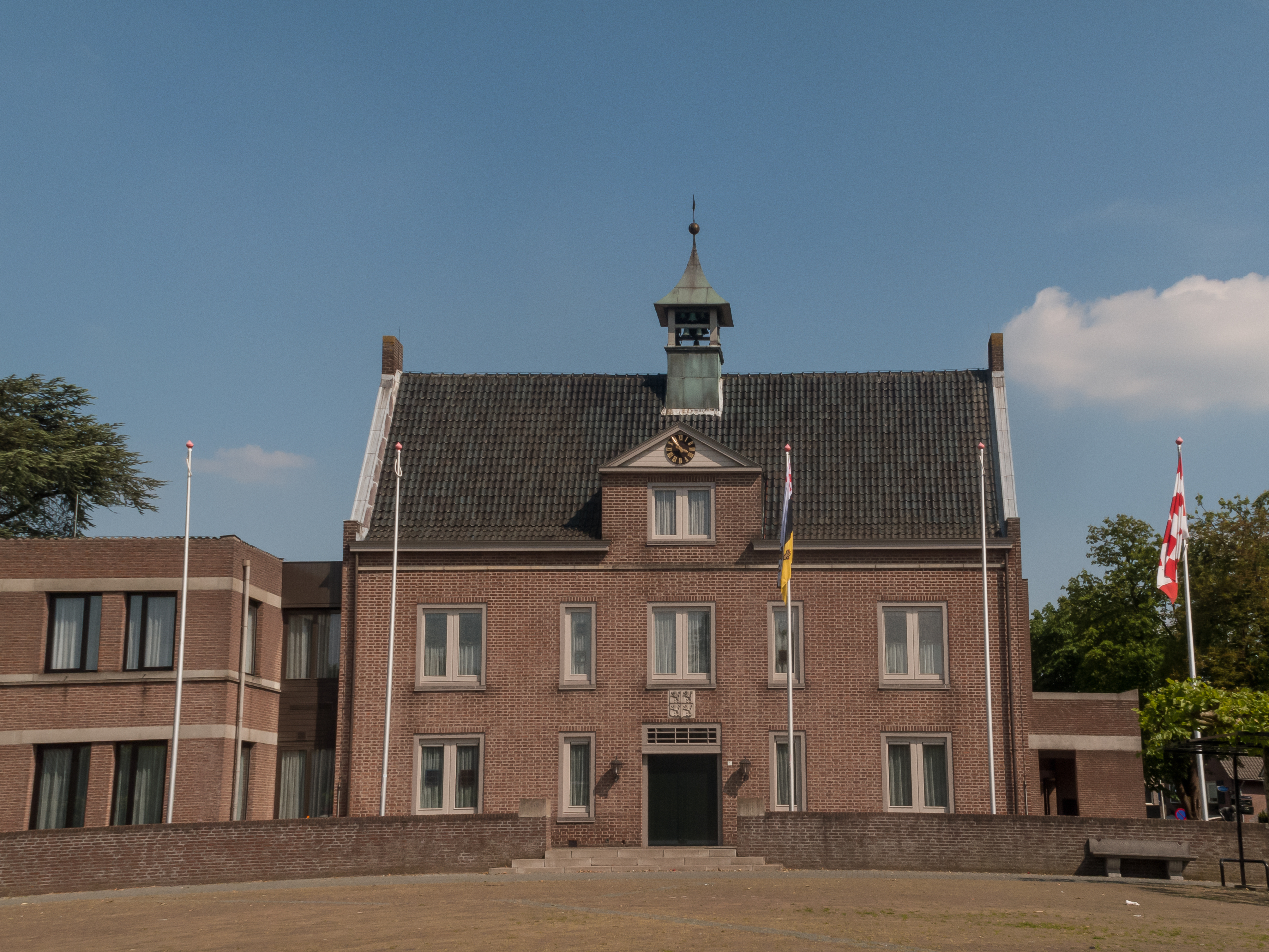
Someren, het gemeentehuis

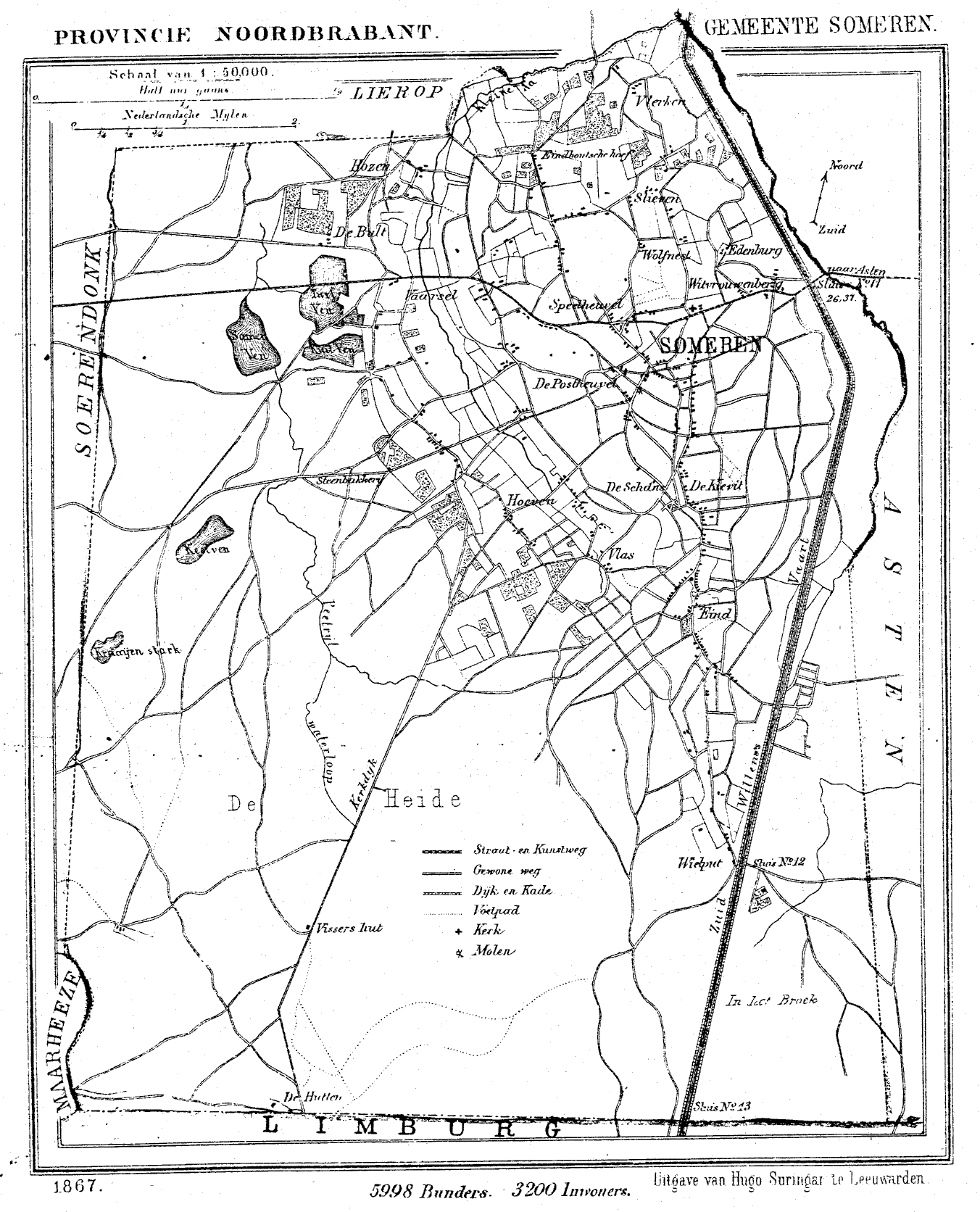
Someren in 1867

Someren (uitspraakⓘ; dialect: Zùmmere) is een gemeente in de provincie Noord-Brabant in Nederland. Someren telt 20.188 inwoners (22 november 2024, bron: CBS) en heeft een oppervlakte van 81,43 km². (waarvan 1,33 km² water). De gemeente Someren maakt deel uit van de Metropoolregio Eindhoven.
De gemeente Someren bestaat uit vier kernen: de hoofdkern Someren en de drie kerkdorpen Someren-Eind, Someren-Heide en Lierop. De hoofdkern Someren bestaat daarnaast nog uit de verschillende wijken: Someren-Noord, De Loove, Waterdael en Groote Hoeven. Zie ook de lijst van wijken in Someren.
Aan oostelijke zijde wordt Someren, sinds de laatste grenscorrectie met Asten, begrensd door de Zuid-Willemsvaart. Langs dit kanaal loopt de provinciale weg N266 (Someren - Nederweert). Via de A67 bij Lierop heeft Someren een verbinding met zowel België als Duitsland.

## Enkele cijfers
- Aantal woningen: ± 6580
- Lengte van wegen: ± 220 km
- Recreatieve wandelpaden: ± 48 km

## Kernen
De gemeente Someren bestaan uit twee grote kernen: Lierop en Someren.
| Woonplaats (BAG) | Inwoners 2023 |
| ---------------- | ------------- |
| Someren          | 17.735        |
| Lierop           | 2.330         |

Daarnaast kan er bij Someren nog onderscheid gemaakt worden tussen Someren-Eind (3.470) en Someren-Heide (1.500).

## Dorps- en wijkraden
Op 27 mei 2004 heeft de gemeenteraad ingestemd met het voorstel dorps- en wijkraden op te richten. Met het ondertekenen van een convenant, bevestigt de gemeente de formele positie van de dorps- of wijkraad. Sindsdien zijn de volgende dorps- en wijkraden opgericht:
- Belangengroep Lierop (november 2004)
- Dorpsraad Someren-Eind
- Dorpsoverleg Someren-Heide (juni 2004)
- Wijkraad Someren-Noord (14 november 2005)
- Wijkraad Waterdael (16 februari 2009)
- Wijkraad De Loove (27 mei 2008, later opgeheven)

## Brandweer
De gemeente Someren kende tot 2014 een eigen vrijwillige brandweer. Sinds 1994 is deze gehuisvest in de brandweerkazerne aan de Loovebaan. De brandweer van Someren werd in 2014 geregionaliseerd met de andere brandweerkorpsen in de regio tot het korps Brabant-Zuidoost.
| Commandanten van de Somerense brandweer | Commandanten van de Somerense brandweer |
| --------------------------------------- | --------------------------------------- |
| Naam                                    | Periode                                 |
| J.W. Buskens                            | 1883 - 1923                             |
| F.J. Bennenbroek                        | 1923 - 1936                             |
| F.J. (Frans) van Rijswijk               | 1936 - 1956                             |
| J.L.M. (Han) van der Vleuten            | 1956 - 1978                             |
| M.G. (Marini) Wijlaars                  | 1978 - 1991                             |
| J.J.H. (Jos) Verhoeven                  | 1991 - 2003                             |
| B.F.T. (Ben) van Otterdijk              | 2003 - 2007                             |
| L.L.H. (Rens) Berkers                   | 2007 - 2012                             |
| H.J.M. (Henri) van der Hulst            | 2012 - 2014                             |

## Aangrenzende gemeenten
| Aangrenzende gemeenten | Aangrenzende gemeenten | Aangrenzende gemeenten | Aangrenzende gemeenten | Aangrenzende gemeenten |
| ---------------------- | ---------------------- | ---------------------- | ---------------------- | ---------------------- |
| Geldrop-Mierlo         |                        | Helmond                |                        |                        |
|                        |                        |                        |                        |                        |
| Heeze-Leende           | Asten                  |                        |                        |                        |
|                        |                        |                        |                        |                        |
| Cranendonck            |                        | Nederweert (L)         |                        |                        |

## Monumenten
In de gemeente zijn er een aantal rijksmonumenten, gemeentelijke monumenten en oorlogsmonumenten, zie:
- Lijst van rijksmonumenten in Someren (gemeente)
- Lijst van gemeentelijke monumenten in Someren
- Lijst van oorlogsmonumenten in Someren

## Politiek

### Gemeenteraad
De gemeenteraad van Someren bestaat uit 17 zetels. Hieronder staat de samenstelling van de gemeenteraad sinds 1986:
| Partij                                                                     | 1986 | 1990 | 1994 | 1998 | 2002 | 2006   | 2010   | 2014   | 2018   | 2022   |
| -------------------------------------------------------------------------- | ---- | ---- | ---- | ---- | ---- | ------ | ------ | ------ | ------ | ------ |
| Gemeenschapslijst (t/m 2014: Gemeenschapslijst Someren-Eind en Sluis XIII) | 4    | 4    | 4    | 3    | 4    | 4      | 4      | 4      | 5      | 6      |
| CDA                                                                        | 5    | 5    | 4    | 4    | 3    | 4      | 5      | 5      | 4      | 4      |
| Wij Zijn Someren/VVD (voorheen: Lijst 6)                                   | 2    | 2    | 3    | 3    | 2    | 2      | 2      | 2      | 3      | 3      |
| LSH                                                                        | 2    | 2    | 2    | 2    | 2    | 2      | 2      | 2      | 2      | 2      |
| PvdA (t/m 2006: Progressief Someren-PvdA)                                  | 2    | 2    | 2    | 2    | 2    | 2      | 1      | 2      | 2      | 1      |
| Leefbaar Someren                                                           | -    | -    | -    | -    | 2    | 1      | 1      | 2      | 1      | 1      |
| Lieropse Lijst                                                             | 2    | 2    | 2    | 2    | 2    | 2      | 2      | -      | -      | -      |
| Actief Someren                                                             | -    | -    | -    | 1    | -    | -      | -      | -      | -      | -      |
| Totaal                                                                     | 17   | 17   | 17   | 17   | 17   | 17     | 17     | 17     | 17     | 17     |
| Opkomst                                                                    |      |      |      |      |      | 64,34% | 57,48% | 57,11% | 58,10% | 55,03% |

### College van B&W
Het college van burgemeester en wethouders bestaat, naast waarnemend burgemeester Elly Blanksma-van den Heuvel, uit drie wethouders:
- P.F.C.W. (Patrick) van der Broek
- K. (Koert) Kusters
- W. (Willem) van Doorn